# Tetrazygia paralongicollis
Tetrazygia paralongicollis är en tvåhjärtbladig växtart som beskrevs av Judd, Ionta, Clase och James Dan Skean. Tetrazygia paralongicollis ingår i släktet Tetrazygia och familjen Melastomataceae. Inga underarter finns listade i Catalogue of Life.